# 100050 Carloshernandez
100050 Carloshernandez este un asteroid din centura principală de asteroizi.

## Descriere
100050 Carloshernandez este un asteroid din centura principală de asteroizi. A fost descoperit pe 6 octombrie 1991 la Observatorul Palomar de Andrew Lowe. Asteroidul prezintă o orbită caracterizată de o semiaxă mare de 2,60 ua, o excentricitate de 0,21 și o înclinație de 1,7° în raport cu ecliptica.